# Sant Llorenç de la Muga
Sant Llorenç de la Muga ist eine Gemeinde in der autonomen Region Katalonien gelegen am Fuße der spanischen Pyrenäen im Tal des Rio Muga in der Provinz Girona. Umgeben von Kiefern-, Kastanien-,  Korkeichenwäldern und landwirtschaftlichen Nutzflächen.

## Lage
Sant Llorenç de la Muga liegt 18 Kilometer westlich von Figueres, 65 Kilometer nördlich von der Provinzhauptstadt Girona und 25 Kilometer südwestlich von La Jonquera. Über die Landstraße GI-510 hat die Gemeinde direkten Anschluss an die Autobahn A-7.

## Geschichte
Im 10. Jahrhundert dokumentiert eine Aufzeichnung den Namen des Ortes als Santi Laurenti de Sambuca und verweist auf eine römische Siedlung. 1311 gewährte König Jakob II. Sant Llorenc de la Muga die Markt und Stadtrechte.
Im 14. Jahrhundert wurde aus der Siedlung eine befestigte Stadt mit einer mittelalterlichen Struktur. Die Stadtmauern, die den Stadtkern umgeben, haben einen nahezu dreieckigen Grundriss mit vier Türmen und drei Stadttoren.  Unter der Herrschaft von Karl III. entstanden in der Gemeinde im 18. Jahrhundert mehrere Waffenschmieden zur Herstellung von Munition, wie zum Beispiel Landminen aus Eisen und Blei der berühmtesten Schmiede Farga Real San Sebastian.
Im Mai des Jahres 1794 zerstörten die Truppen des französischen Generals Charles Pierre François Augereau in der Schlacht von San Lorenzo de la Muga einen wesentlichen Teil der Fabriken und der mittelalterlichen Ortsstruktur.

## Einwohnerentwicklung
Die Gemeinde besteht aus drei Ortsteilen,  Riberada d'Amunt, Riberada d'Avall und dem Verwaltungssitz Sant Llorenç de la Muga. Aufgrund der  topographischen Lage florierte im 18. Jahrhundert die Landwirtschaft, die Viehzucht und die Holzwirtschaft. Neben den Tuchmachern trug auch der Erzbergbau und ein Munitionswerk zur wirtschaftlichen Blüte bei. Mitte des 19. Jahrhunderts lebten  über 1100 Einwohner in der Stadt. Bedingt durch  Niedergang der Landwirtschaft, die industrielle Holzwirtschaft und der zunehmenden Erzimporte führten später zur Landflucht, so dass am 1. Januar 2022 in Sant Llorenç de la Muga nur noch 267 Einwohner lebten.
| Jahr      | 1717 | 1783 | 1857  | 1900 | 1920 | 1940 | 1960 | 1970 | 1990 | 1998 | 2000 | 2002 | 2004 | 2006 | 2008 | 2010 |
| --------- | ---- | ---- | ----- | ---- | ---- | ---- | ---- | ---- | ---- | ---- | ---- | ---- | ---- | ---- | ---- | ---- |
| Einwohner | 645  | 773  | 1.119 | 761  | 631  | 446  | 373  | 183  | 160  | 127  | 182  | 185  | 192  | 196  | 218  | 222  |

Sant Llorenc de la Muga ist heute ein beliebtes Ziel für Tagesausflüge von der Costa Brava.

## Sehenswürdigkeiten
- Església de Sant Llorenç, Kirche im  romanischen  Stil
- Ermita de Sant Antoni, 1835 erbaut auf einem ehemaligen Oratorium für die Jungfrau von Montserrat (Verge de Montserrat)
- Castell de Sant Llorenç
- El pont vell, eine Brücke mit drei Rundbögen aus dem 10. Jahrhundert.